# دن گلیسون
دن گلیسون (انگلیسی: Dan Gleeson؛ زادهٔ ۱۷ فوریهٔ ۱۹۸۵) بازیکن فوتبال اهل بریتانیا است.
از باشگاه‌هایی که در آن بازی کرده‌است می‌توان به باشگاه فوتبال کمبریج یونایتد، باشگاه فوتبال لوتون تاون، باشگاه فوتبال لوستوفت، باشگاه فوتبال ولینگ یونایتد، و باشگاه فوتبال نوتس کانتی اشاره کرد.
وی همچنین در تیم ملی فوتبال England C بازی کرده‌است.